# Fernwanderweg Nahegau-Wasgau-Vogesen
Der Fernwanderweg Nahegau-Wasgau-Vogesen verläuft mit dem Wegzeichen Weißes Kreuz von Rheinland-Pfalz bis ins Elsass.

## Gesellschaft
Der in Deutschland befindliche Streckenteil wird vom Pfälzerwald-Verein betreut. Wie die meisten Wege, die über den Weiler Johanniskreuz verlaufen, ist er mit einem Kreuz gekennzeichnet.

## Verlauf
Der Weg beginnt in Niederhausen und überquert unmittelbar darauf die Nahe. Über den Lemberg erreicht er Obermoschel. Ab dem Stahlberg führt er gemeinsam mit dem Pfälzer Höhenweg über Katzenbach, Marienthal, Weiler Bastenhaus und überquert den Gipfel des Donnersberges.
Westlich von Börrstadt tritt er in den Pfälzerwald ein, überquert den Bocksrück und durchquert anschließend Sippersfeld. Nach dem Schorlenberg führt er durch Hochspeyer und Waldleiningen bis nach Johanniskreuz.
Dort trifft er auf die Fernwanderwege Franken-Hessen-Kurpfalz und Saar-Rhein-Main, die ebenfalls mit Kreuzen gekennzeichnet sind. Entlang der Westflanke des Steinberges und der Ostflanke des Hahnenberges sowie des Behängtköpfels erreicht er Leimen und führt über Merzalben sowie Münchweiler an der Rodalb in den Wasgau. Weiter westlich erreicht er die Stadt Pirmasens, durchquert deren Bebauung und verläuft anschließend durch deren Stadtteile Ruhbank sowie Erlenbrunn. Danach erreicht er das Waldhaus Drei Buchen und den Kettrichhof. Nachdem er Eppenbrunn durchquert und den Brechenberg überquert hat,  überschreitet er die Grenze zwischen Deutschland und Frankreich und führt über die Vogesen bis nach Wingen-sur-Moder.